# Cocos Lagoon, Guam
Cocos Lagoon är en lagun i Guam (USA).   Den ligger i kommunen Merizo utanför den sydvästra delen av Guam, 26 km söder om huvudstaden Hagåtña. I lagunens sydvästra del ligger ön  Cocos Island. I norr utanför byn Merizo separeras lagunen från fastlandet genom Mamaon Channel. I söder avgränsas lagunen genom Manell Channel som leder in till Achang Bay.